# 小馬口魚
小馬口魚（学名：Opsariichthys minutus），又稱小馬口鱲，為輻鰭魚綱鯉形目鲴科馬口魚属的其中一種。分布於亞洲中國南部淡水流域，本魚背鰭軟條10枚，臀鰭軟條12枚，脊椎骨40-42枚，體長可達15.4公分，主要棲息在底中層水域，生活習性不明。

## 扩展阅读
維基物種上的相關：小馬口魚